# 대전광역시의 초등학교 목록
다음은 대전광역시의 초등학교 목록이다. 아래 목록은 찾기의 편의를 위하여 공통적으로 '대전'으로 시작하는 학교는 대전을 생략하였고, 그 다음 글자로 정렬의 대상으로 삼았다.
1. 가

가수원초등학교 · 
가양초등학교 · 
가오초등학교 · 
가장초등학교 · 
갈마초등학교 · 
갑천초등학교 · 
계산초등학교 · 
관저초등학교 · 
관평초등학교 · 
교촌초등학교 · 
구봉초등학교 · 
구즉초등학교 · 
글꽃초등학교 · 
금동초등학교 · 
금성초등학교 · 
기성초등학교 · 
기성초등학교 길헌분교

## 나
남선초등학교 · 
내동초등학교 · 
노은초등학교 · 
느리울초등학교

## 다
대덕초등학교 · 
대덕초등학교 도룡분교 · 
대동초등학교 · 
대룡초등학교 · 
대문초등학교 · 
대신초등학교 · 
대암초등학교 · 
대양초등학교 · 
대정초등학교 · 
대화초등학교 · 
대흥초등학교 · 
덕송초등학교 · 
도마초등학교 · 
도안초등학교 · 
동광초등학교 · 
동대전초등학교 · 
동도초등학교 · 
동명초등학교 · 
동문초등학교 · 
동산초등학교 · 
동서초등학교 · 
동화초등학교 · 
두리초등학교 · 
둔산초등학교 · 
둔원초등학교 · 
둔천초등학교
 대전둔곡초등학교

## 마
대전 성모초등학교만년초등학교 · 
매봉초등학교 · 
목동초등학교 · 
목상초등학교 · 
목양초등학교 · 
문성초등학교 · 
문정초등학교 · 
문지초등학교 · 
문창초등학교 · 
문화초등학교

## 바
반석초등학교 · 
배울초등학교 · 
백운초등학교 · 
버드내초등학교 · 
법동초등학교 · 
변동초등학교 · 
보성초등학교 · 
보운초등학교 · 
복수초등학교 · 
봉명초등학교 · 
봉산초등학교 · 
봉암초등학교 · 
비래초등학교

## 사
산내초등학교 · 
산서초등학교 · 
산성초등학교 · 
산흥초등학교 · 
삼성초등학교 · 
삼육초등학교 · 
삼천초등학교 · 
상대초등학교 · 
상원초등학교 · 
상지초등학교 · 
새일초등학교 · 
샘머리초등학교 · 
새미래초등학교 · 
서대전초등학교 · 
서부초등학교 · 
서원초등학교 · 
석교초등학교 · 
석봉초등학교 · 
선암초등학교 · 
선화초등학교 · 
성남초등학교 · 
성룡초등학교 · 
성모초등학교 · 
성천초등학교 · 
세천초등학교 · 
송강초등학교 · 
송림초등학교 · 
송촌초등학교 · 
수미초등학교 · 
수정초등학교 · 
신계초등학교 · 
신탄진용정초등학교 · 
신탄진초등학교 · 
신평초등학교 · 
신흥초등학교

## 아
양지초등학교 · 
어은초등학교 · 
오류초등학교 · 
옥계초등학교 · 
와동초등학교 · 
외삼초등학교 · 
용산초등학교 · 
용운초등학교 · 
용전초등학교 · 
원신흥초등학교 · 
원앙초등학교 · 
원평초등학교 · 
월평초등학교 · 
유성초등학교 · 
유천초등학교 · 
유평초등학교 · 
은어송초등학교

## 자
자양초등학교 · 
자운초등학교 · 
장대초등학교 · 
장동초등학교 · 
전민초등학교 · 
정림초등학교 · 
중리초등학교 · 
중앙초등학교 · 
중원초등학교 · 
중촌초등학교 · 
지족초등학교 · 
진잠초등학교

## 차
천동초등학교

## 타
탄방초등학교 · 
태평초등학교

## 파
판암초등학교

## 하
하기초등학교 · 
학하초등학교 · 
한밭초등학교 · 
현암초등학교 · 
화정초등학교 · 
회덕초등학교 · 
흥도초등학교 · 
흥룡초등학교